# Zespół Raedera
Zespół Raedera (zespół paratrigeminalny, ang. Raeder's Syndrome) – zapalenie toczące się w przestrzeni obejmującej wszystkie składowe nerwu trójdzielnego, tętnicę szyjną z włóknami współczulnymi oraz nerwy III, IV, VI.
Objawy:
- nadmierne pocenie na twarzy (uszkodzenie włókien współczulnych,)
- ból twarzy
- porażenie nerwów III, IV, VI

Przyczyny:
- tętniaki tętnicy szyjnej
- nowotwory
- półpasiec oczny
- zapalenia wywodzące się z zatoki szczękowej
- uraz (rzadziej)[1]